# Hinrichtung von Joseph Wood
Joseph Rudolph Wood III (* 6. Dezember 1958 in Belton, Texas; † 23. Juli 2014 in Florence, Arizona) war ein zum Tode verurteilter US-amerikanischer Mörder, der am 23. Juli 2014 im Arizona State Prison Complex – Florence hingerichtet wurde. Die Hinrichtung erfolgte durch eine Giftinjektion und dauerte entgegen den angesetzten zehn Minuten insgesamt eine Stunde und 57 Minuten. In diesem Zeitrahmen erlitt Wood beträchtliche Qualen. Im Zuge dieses Fehlers wurden in Arizona vorerst alle Hinrichtungen ausgesetzt und die Giftinjektion unterbunden. Seit 2021 versucht der Bundesstaat Hinrichtungen nun wieder in der Gaskammer zu vollstrecken.

## Verurteilung
Wood war wegen Mordes und Körperverletzung verurteilt worden, nachdem er am 7. August 1989 seine Freundin Debra Dietz und ihren Vater Eugene Dietz erschossen hatte. Wood wurde hierauf wegen zweier Fälle von Mord und zweier Fälle von schwerer Körperverletzung gegen einen Polizisten verurteilt. Er wurde für jeden Mord zum Tode verurteilt. Die Verurteilungen wegen schwerer Körperverletzung zu 15 Jahren Freiheitsstrafe erfolgten mit gleichzeitiger Verjährung.
Wood sollte laut Urteil mit einer Kombination aus Midazolam und Hydromorphon hingerichtet werden, die zuvor nur einmal für die Hinrichtung von Dennis McGuire im Januar 2014 in Ohio verwendet worden war. McGuires Hinrichtung wurde auch als „verpfuscht“ beschrieben, da McGuire während einer 25-minütigen Prozedur zu schnauben, zu keuchen und zu krampfen schien. Von 1890 bis 2010 lag die Rate der verpfuschten tödlichen Injektionen in den Vereinigten Staaten bei 7,1 %, höher als bei jeder anderen Form der Hinrichtung, mit Erschießungskommandos bei 0 %, dem elektrischen Stuhl bei 1,9 %, Hängenden bei 3,1 % und die Gaskammer bei 5,4 %.

## Ablauf der Hinrichtung
Die Hinrichtung begann um 13:52 Uhr. MST und endete um 15:49 Uhr, als Wood für tot erklärt wurde. Dabei wurde Wood insgesamt 15 Mal der Drogencocktail aus Midazolam, einem Beruhigungsmittel, und Hydromorphon – einem Narkotikum – injiziert, das tödlich sein sollte, obwohl eine Dosis ausreichen sollte, um ihn zu töten. Wood keuchte und schnaubte weit über eine Stunde lang und ein Medienzeuge verglich Woods Atmung mit einem „nach Luft schnappenden Fisch“. Ein Journalist von Associated Press gab an, Wood habe mehr als 600 Mal nach Luft geschnappt. Experten zufolge hätte die Hinrichtung nur etwa zehn Minuten dauern sollen. Woods Anwälte reichten eine Stunde nach Beginn des Verfahrens beim Obersten Gerichtshof Berufung ein und forderten die Einstellung der verlängerten Hinrichtung. Die Berufung wurde von Richter Anthony Kennedy abgelehnt, die Nachricht kam eine halbe Stunde nach Woods Tod.

## Folgen
Gouverneurin Jan Brewer ordnete eine Überprüfung der Hinrichtungsverfahren des Staates an und äußerte sich besorgt über die lange Zeit, die Wood zum Sterben brauchte. Dale Baich, Woods öffentlicher Verteidiger, verurteilte die Hinrichtung als Verletzung des Verfassungsverbots „grausamer und ungewöhnlicher Bestrafung“ und sagte, sie hätte verhindert werden können.
Am 24. Juli 2014 stoppte Arizona die Hinrichtungen nach dem Wood-Fall vorübergehend und ordnete eine Überprüfung des Verfahrens an. Seit Juni 2021 wird Cyanwasserstoff (auch als Zyklon B bekannt) als Alternative zur Hinrichtung durch Giftinjektion in Arizona in Betracht gezogen.